# Kelly Groucutt
Michael William »Kelly« Groucutt, angleški bas kitarist in pevec, * 8. september 1945, Coseley, Staffordshire, Združeno kraljestvo, † 19. februar 2009, Worcester, Worcestershire.
Najbolj znan je bil kot bas kitarist in vokalist angleške skupine Electric Light Orchestra (ELO), kjer je igral med letoma 1974 in 1983.

## Kariera

### Zgodnja leta
Z glasbeno kariero je začel pri 15 letih kot Rikki Sorm v skupini Rikki Storm and the Falcons. V 1960. letih je pel pri različnih skupinah, kmalu pa je začel igrati tudi kitaro. Bil je tudi član skupine Sight and Sound, kasneje pa je igral pri skupini Barefoot.

### Electric Light Orchestra
Ko je Groucutt igral s skupino Barefoot v Birminghamu, ga je opazil Jeff Lynne. Njegovo igranje sta opazila tudi Bev Bevan in Richard Tandy, zato je dobil povabilo v skupino Electric Light Orchestra, kjer je nadomestil Mika de Albuquerqua, ki je v tistem času zapustil skupino. Po pridružitvi skupini je bil Groucutt naprošen, če bi si izbral vzdevek, ker so v skupini že igrali člani s podobnimi imeni (Michael, Mike, Mik). Groucutt si je zato izbral vzdevek Kelly, ker so ga tako klicali v šoli.
Skupina ELO je takrat odšla na promocijsko turnejo ob izidu albuma Eldorado. Groucutt je prevzel glavni vokal pri nekaterih skladbah, vključno s skladbami "Nightrider", "Poker", "Above the Clouds", "Sweet Is the Night", "Across the Border" in "The Diary of Horace Wimp". Čeprav ni posnel opernega glasu pri skladbi "Rockaria!", je na koncertih pogosto razkazal svoj glas, ko je zapel uvod te skladbe.
Prvi album ELO, pri snemanju katerega je sodeloval Groucutt, je Face the Music, ki je izšel leta 1975. S skupino je posnel še albume A New World Record (1976), Out of the Blue (1977), Discovery (1979), Xanadu (1980), Time (1981) in Secret Messages (1983).
Leta 1982 je izdal debitantski solo album, Kelly. Pri snemanju so sodelovali tudi člani ELO Bev Bevan, Richard Tandy, Mik Kaminski in aranžer ter dirigent skupine Louis Clark. Leta 2001 je bil album remasteriziran in je izšel na zgoščenki.
Član skupine je ostal vse do konca snemanja albuma Secret Messages, ko je zaradi nezadovoljstva nad honorarjem zapustil skupino in tožil vodstvo skupine ter Jeffa Lynna. Groucutt in Lynne sta se izvensodno poravnala za vsoto £300.000. Čeprav naj bi igral le na štirih skladbah s tega albuma ("Train of Gold" in "Rock n Roll is King" z enojnega albuma ter "No Way Out" in "Beatles Forever" s prvotno mišljenega dvojnega albuma), je na albumu vseeno označen kot bas kitarist.
Kasneje se je pridružil nekaterim sorodnim skupinam ELO: OrKestra, ELO Part II in The Orchestra. S skupino The Orchestra, ki jo sestavljajo nekdanji člani ELO in ELO Part II, je koncertiral po vsem svetu, poleg tega pa je igral tudi v lokalni skupini Session 60.

## Osebno življenje
Z ženo Carol je imel tri sinove: Christopherja (r. 1971), Stevena (r. 1977), Robin (r. 1980) in hčer Jenny.
Umrl je zaradi srčnega napada, popoldne 19. februarja 2009 v bolnišnici Royal Worcester Hospital.

## Diskografija
- Kelly (1982)

### Electric Light Orchestra
- Face the Music (1975)
- A New World Record (1976)
- Out of the Blue (1977)
- Discovery (1979)
- Xanadu (1980)
- Time (1981)
- Secret Messages (1983)
- Live at Wembley '78 (1998)
- Live at Winterland '76 (1998)
- Live at the BBC (1999)

### ELO Part II
- Moment of Truth (1994)
- One Night (1996)

### The Orchestra
- No Rewind (2001)
- The Orchestra Live (2008)